# Научная объективность
Научная объективность — понятие, характеризующее научные притязания, методы и результаты. Основной смысл данного понятия сводится к идее, согласно которой эти притязания, методы и результаты не находятся под влиянием или, по крайней мере, не должны находиться под влиянием личных и групповых интересов, предвзятых взглядов, ценностных воззрений, а также других субъективных факторов. Объективность зачастую рассматривается в качестве идеала для научных исследований, а также как основание для придания научному знанию особого статуса в современном обществе. Научная объективность является предметом обширных дискуссий в философии науки, где она рассматривается с разных точек зрения и часто подвергается критике со стороны многих авторов, ставящих под сомнение как её ценность, так и её достижимость.
В современной науке объективность рассматривается многими исследователями в качестве альтернативы понятию объективной истины. Согласно данному подходу, научное знание отличается от других видов знания не тем, что оно отражает объективную истину, а тем, что оно основано на использовании научной методологии.

## Общие сведения
В настоящее время в академическом сообществе не существует согласия ни по поводу того, что такое научная объективность, ни по поводу того, как её можно достичь. На протяжении нескольких последних десятилетий в ходе общественных дискуссий поднималось множество вопросов, касающихся данной проблемы. Один из таких вопросов: заслуживают ли доверия медицинские научные исследования, которые финансируются фармацевтическими компаниями? Другой релевантный вопрос: какие исследования в климатологии соответствуют критериям научной объективности? На фоне этих дискуссий проблема научной объективности приобрела очень большую важность в истории науки, философии науки, а также в социальных исследованиях науки и техники (STS).
Исследователи выделяют в данной связи две важнейшие темы:
- отказ от идеи свободной от ценностей науки;
- историческая эпистемология.

Первая тема активно обсуждается в связи с тем, что философы науки под влиянием работ Томаса Куна и его сторонников, социологии научного знания и феминистской критики науки показали несостоятельность идеала свободной от ценностей науки, который считался общепринятым в XX веке до появления работ Томаса Куна. Адепты STS в ответ на это выдвинули тезис о том, что научная объективность достигается за счёт конкуренции между множеством подвергающихся критике научных теорий. Согласно данной аргументации, хотя ни один из создателей научных теорий не свободен от влияния своих личных воззрений и социального окружения, научное сообщество в целом в результате взаимодействия между множеством его членов преодолевает это влияние и обеспечивает научную объективность.
Вторая тема связана с рассмотрением объективности в историческом аспекте. Историческая эпистемология вместо принятия важнейших научных понятий (таких, например, как опыт и реальность) в качестве неизменных данностей проводит анализ того, как содержание этих понятий изменяется в разные периоды времени.